# 地獄 (1960年の映画)
『地獄』（じごく）は、1960年（昭和35年）7月30日公開の日本映画。中川信夫監督、新東宝製作・配給、シネマスコープ（新東宝スコープ）、フジカラー、9巻 / 2,753メートル（1時間41分）。

## 概要
新東宝の夏興業で定番となっていた怪談ものに「地獄の責め苦の映像化」を持ってきた作品で、企画や原案も中川信夫によるものである。仏教の八大地獄の映像化がテーマとなっているが、ヨハン・ヴォルフガング・フォン・ゲーテの『ファウスト』やダンテ・アリギエーリの『神曲』など、西洋思想における悪魔や地獄のイメージも盛り込まれている。
新東宝の看板俳優だった嵐寛寿郎が、閻魔大王役でカメオ出演している。
本作が封切られた同年の12月に大蔵貢が新東宝社長を解任されたため、本作は結果的に中川信夫が手掛けた最後の新東宝怪奇映画となり、同時に大蔵貢プロデュースによる中川作品の最後を飾るものとなった。

## あらすじ
仏教系の大学に通う清水四郎は、恩師の矢島教授の下で彼の一人娘の幸子と婚約していたが、謎めいた笑みを浮かべる同窓の田村がしつこくつきまとってくるため、彼の誘惑から逃れようとして逆に次々と罪を重ねていく。まもなく、幸子を自動車事故で亡くしてしまった四郎は実家へ戻るが、そこに住む画家の谷口円斎の娘で幸子にそっくりなサチ子と恋に落ちる。しかし、田村に加えて四郎に轢き逃げされたヤクザの志賀恭一の情婦が復讐しようと後を追ってきたため、四郎は吊り橋でもみ合っているうちに2人を殺害してしまう。
その晩、四郎の父の剛造が経営する老人ホーム「天上園」の創立十周年記念パーティーでは集団食中毒が発生し、入所老人たちが全員死亡。更に復讐にやってきた志賀の母が酒に毒を盛ったことで、四郎も剛造もすべての人間が悶死する。死の間際、地獄へ落ちる幻想を見た四郎は、そこで会った幸子の霊から彼女が四郎の子を身ごもっていたことや、その子も水子になって地獄へ落ちていることを告げられる。四郎は我が子を見つけるべく、八大地獄の修羅場をさまようのだった。

## スタッフ
- 監督：中川信夫
- 製作：大蔵貢
- 企画：笠根壮介
- 脚本：中川信夫、宮川一郎
- 撮影：森田守
- 美術：黒澤治安
- 照明：石森造
- 録音：中井喜八郎
- 編集：後藤敏男

## キャスト
- 清水四郎：天知茂
- 矢島幸子、谷口サチ子（二役）：三ツ矢歌子
- 田村：沼田曜一
- 清水剛造：林寛
- 谷口円斎：大友純
- 清水イト：徳大寺君枝
- 矢島教授：中村虎彦
- 矢島芙美：宮田文子
- 剛造の妾絹子：山下明子
- 草間医師：大谷友彦
- 赤川記者：宮浩一
- 針谷刑事：新宮寺寛
- 志賀恭一：泉田洋司
- 母やす：津路清子
- 情婦洋子：小野彰子
- 刺青の老人：石川冷
- 漁師：石川朔太郎
- 閻魔大王：嵐寛寿郎（カメオ出演）
- ナレーター：若山弦蔵

## 評価
- 「怪奇映画ベストテン」第23位 - 『映画評論』、1974年10月号。

## 映像ソフト
- 1999年11月1日にVHSがキネマ倶楽部より通販限定で発売された[2]。
- 2000年6月25日にDVDがハピネットより発売された[3]。
- 2019年8月2日にHDリマスター版のBlu-rayがハピネットより発売。